# Stewart McKinney

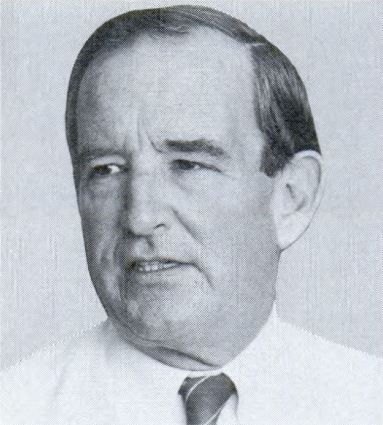
Stewart McKinney, 1985

Stewart Brett McKinney (* 30. Januar 1931 in Pittsburgh, Pennsylvania; † 7. Mai 1987 in Washington, D.C.) war ein US-amerikanischer Politiker. Zwischen 1971 und 1987 vertrat er den Bundesstaat Connecticut im US-Repräsentantenhaus.

## Werdegang
Stewart McKinney besuchte bis 1949 die Kent School in Kent (Connecticut). Danach studierte er bis 1951 an der Princeton University und dann bis 1958 an der Yale University. Dazwischen diente er von 1951 bis 1955 als Feldwebel in der US Air Force. Politisch war McKinney Mitglied der Republikanischen Partei. Zwischen 1966 und 1970 saß er als Abgeordneter im Repräsentantenhaus von Connecticut; ab 1969 führte er dort die republikanische Fraktion. Er war außerdem Direktor zweier Krankenhäuser in Bridgeport und eines Rehabilitationszentrums im Fairfield County. McKinney war auch Mitglied der Handelskammer von Bridgeport. In den Jahren 1968 bis 1970 nahm er als Delegierter an den republikanischen Parteitagen in Connecticut teil. 1972 war er auch Delegierter zur Republican National Convention in Miami Beach, auf der Präsident Richard Nixon für eine zweite Amtszeit nominiert wurde.
Bei den Kongresswahlen des Jahres 1970 wurde McKinney im vierten Wahlbezirk von Connecticut in das US-Repräsentantenhaus in Washington gewählt, wo er am 3. Januar 1971 die Nachfolge von Lowell P. Weicker antrat. Nach acht Wiederwahlen konnte er sein Mandat im Kongress bis zu seinem Tod am 7. Mai 1987 ausüben. In diese Zeit fielen unter anderem die Watergate-Affäre und das Ende des Vietnamkriegs. McKinney wurde im Kongress durch den McKinney-Vento Homeless Assistance Act bekannt. Er war auch Mitglied des Sonderausschusses zur Untersuchung von Attentaten (Select Committee on Assassinations).
McKinney war mit Lucie Cunningham verheiratet, der Tochter des Rennfahrers Briggs Cunningham. Der Sohn John ist heute Staatssenator in Connecticut. Stewart McKinney starb als erster Kongressabgeordneter an AIDS. Ein Naturschutzgebiet in Connecticut trägt seit 1987 zu seinen Ehren den Namen Stewart B. McKinney National Wildlife Refuge.